# Гёринг-Эккардт, Катрин
Катрин Дагмар Гёринг-Эккардт (нем. Katrin Dagmar Göring-Eckardt; род. 1966), в девичестве — Катрин Дагмар Эккардт (нем. Katrin Dagmar Eckardt) — немецкий политик, государственный деятель и общественный активист; член немецкой экологической партии Союз 90 / Зелёные.

## Биография

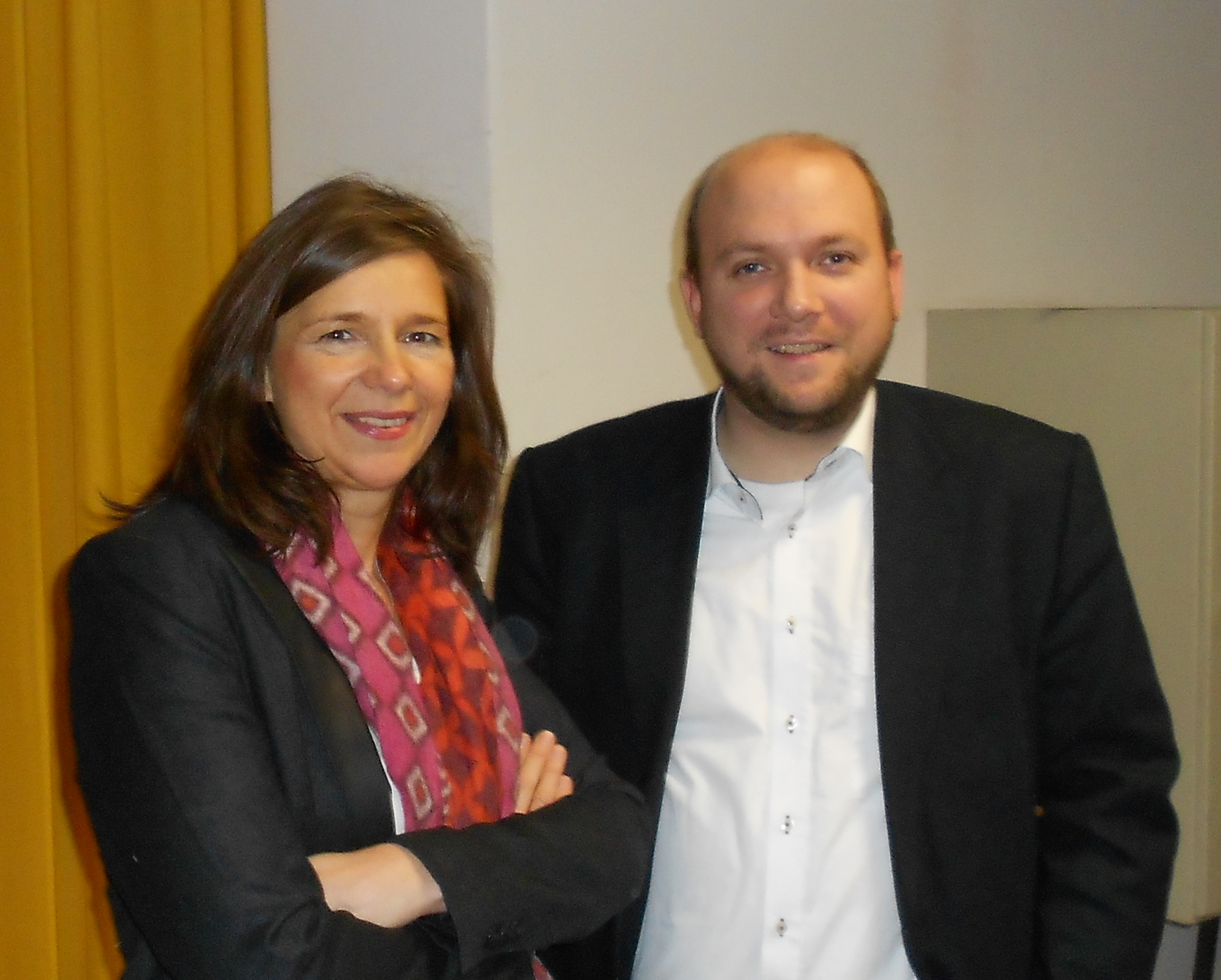
Гёринг-Эккардт и Мануэль Саррацин

Катрин Дагмар Эккардт родилась 3 мая 1966 года в городе Фридрихрода в земле Тюрингия в семье учителя танцев. По окончании в 1984 году средней школы, где была активным членом Союза свободной немецкой молодёжи, стала изучать протестантскую теологию в Лейпцигском университете, который оставила в 1988 году.
Начав свою политическую карьеру ещё в бывшей Германской Демократической Республике (ГДР) в конце 1980-х годов, она вошла в политическую организацию «Демократический прорыв», объединявшую преимущественно протестантов, ратующих за демократический социализм и против власти СЕПГ, а затем — в «Союз 90» (объединившийся с «Зелёными»), членом руководства которого в Тюрингии была в 1990-1993 годах. Она была членом Бундестага с 1998 года. Вместе с Юргеном Триттином была кандидатом от «Зелёных» на выборах в Бундестаг в 2013 году.
Кроме того, с 2009 года она была председателем собора Евангелической церкви Германии; в 2013 году отказалась от этой должности.
В 2016 году Катрин Дагмар Гёринг-Эккардт настаивала на ужесточении санкций против кремлёвских чиновников и российских олигархов, а также требовала свести к минимуму встречи руководства ФРГ с президентом Российской Федерации Путиным. В интервью немецкой газете Bild она сказала следующее:
«Политики наконец-то должны надавить на Россию, чтобы была введена бесполетная зона (над Сирией). Но для начала необходимо прекратить эти дружеские визиты к господину Путину… Во-вторых, надо классифицировать как военное преступление и соответственным образом преследовать применение противобункерных и бочковых бомб… Правительство ФРГ должно как можно скорее начать процедуру принятия новых санкций против России за её варварские действия в Сирии… После того как Москве и Вашингону не удалось договориться о режиме прекращения огня, Европе следует взять на себя большую ответственность».
На парламентских выборах 2017 года в Германии была, наряду с Джемом Оздемиром, ведущим кандидатом от своей партии.
В августе 2018 года перед встречей Ангелы Меркель и Путина Катрин Дагмар Гёринг-Эккардт выступила со следующим заявлением в поддерржку украинского кинорежиссёра и писателя Олега Сенцова:
«Меркель должна дать понять, что продолжать удерживать Сенцова в качестве политического заложника неприемлемо. Если его вскоре не отпустят, это приведет к крайне резкому ухудшению отношений между Россией и Европой».
Заслуги Катрин Дагмар Гёринг-Эккардт отмечены медалью Вильгельма Лёйшнера.